# Fifth Third Center
Fifth Third Center es un rascacielos ubicado en el centro de Cincinnati, en el estado estadounidense de Ohio en Fountain Square. El edificio tiene 30 pisos y se eleva a una altura de 129 metros. Actualmente es el quinto edificio más alto de Cincinnati. El edificio sirve como sede corporativa de Fifth Third Bank.

## Historia
El edificio se encuentra en el sitio donde antiguamente se encontraba el Keith's Theater. Fue diseñado por el estudio de arquitectura Harrison & Abramovitz y terminado en 1969.
El 6 de septiembre de 2018, el edificio fue escenario de un tiroteo masivo, en el que murieron cuatro personas, incluido el sospechoso. Otros dos también resultaron heridos en el tiroteo.

## Enlaces erxternos
- Datos: Q18150053
- Multimedia: Fifth Third Center (Cincinnati, Ohio) / Q18150053

«Fifth Third Center» (en inglés). Emporis. Consultado el 10 de diciembre de 2020.